# صالح (بني سويف)
قرية صالح هي إحدى القرى التابعة لمركز الفشن في محافظة بني سويف في جمهورية مصر العربية. حسب إحصاءات سنة 2006، بلغ إجمالي السكان في صالح 4429 نسمة، منهم 2174 رجل و2255 امرأة.